# Chen Hu
Chen Hu (chiń. upr. 陈笏; chiń. trad. 陳笏; pinyin Chén Hù; ur. 31 grudnia 1924, Pekin) – tajwański strzelec, olimpijczyk. 
Brał udział w Letnich Igrzyskach Olimpijskich 1960 (Rzym). Startował w konkurencji pistoletu szybkostrzelnego z odl. 25 metrów, w której zajął 47. miejsce.

## Wyniki olimpijskie
| Igrzyska | Konkurencja                   | Wynik                 | Miejsce | Źródło |
| -------- | ----------------------------- | --------------------- | ------- | ------ |
| IO 1960  | Pistolet szybkostrzelny, 25 m | 546 punktów (267-279) | 47      | [ 1 ]  |